# Pomnik Bohaterów Ziemi Bukowskiej w Buku
Pomnik Bohaterów Ziemi Bukowskiej w Buku – pomnik ku czci bohaterów ziemi bukowskiej usytuowany na placu Stanisława Reszki w Buku w województwie wielkopolskim.

## Opis

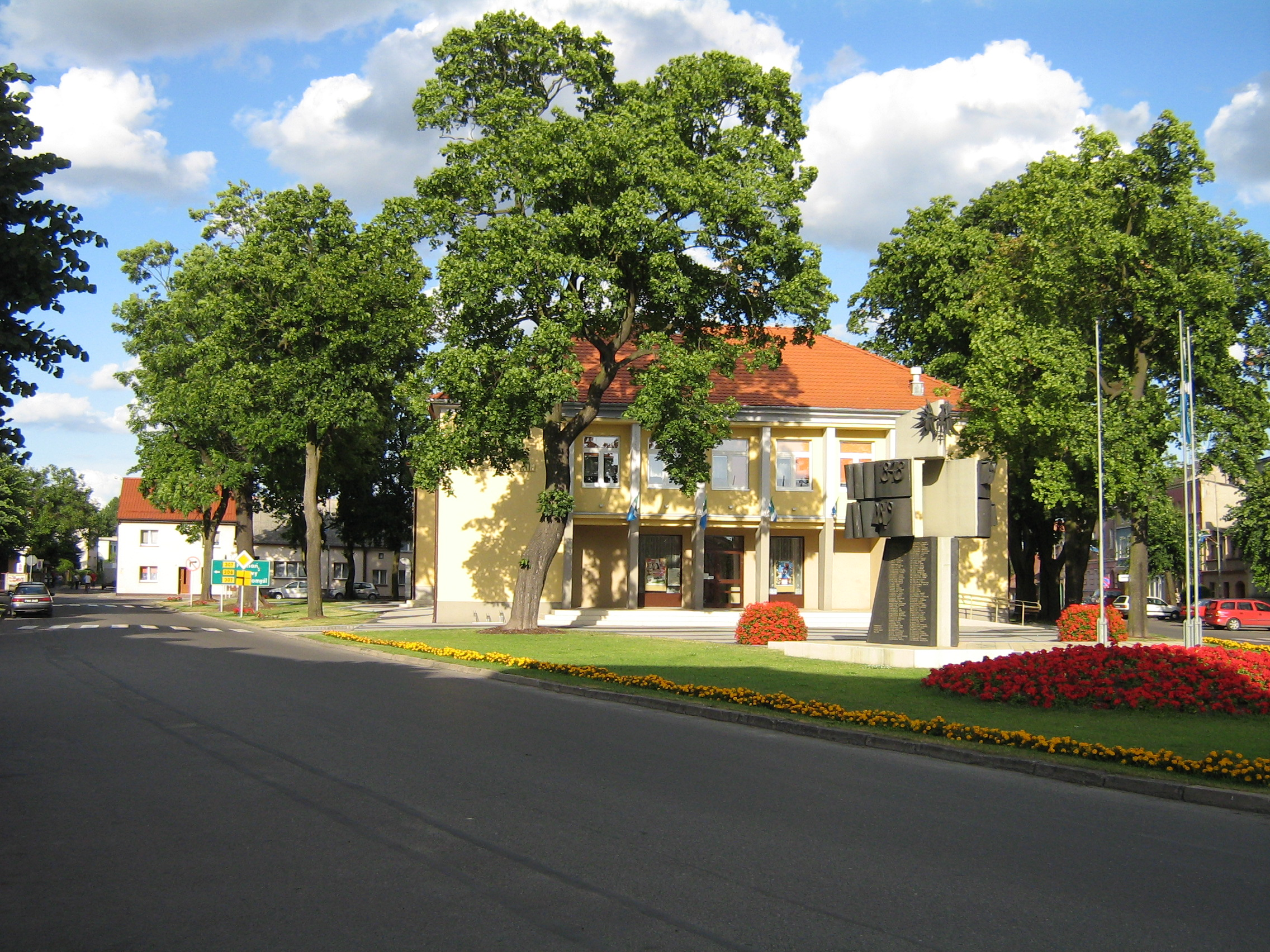
Pomnik na tle budynku kina

Monument został odsłonięty 1 września 1989 roku. Projekt pomnika wykonał artysta rzeźbiarz Józef Kopczyński. Pomnik tworzy kompozycja czterech betonowych elementów. Na najmniejszym z nich, umieszczonym najwyżej, przytwierdzono orła wykonanego techniką metaloplastyczną. Po bokach dwóch środkowych bloków pomnika znajdują się daty: 1848, 1918/19, 1939 i 1945. 
Na pomniku od strony kina „Wielkopolanin” umieszczono napis BOHATEROM ZIEMI BUKOWSKIEJ, a powyżej cytat pochodzący z wiersza Stanisława Hebanowskiego napisanego do kantaty Franciszka Woźniaka: 
CHOĆ ZIEMIA PRZYJMIE PROCH – ŻYĆ BĘDZIE W SŁAWIE
NIE UMRZE TEN CO SŁUŻYŁ DOBREJ SPRAWIE NA CHWAŁĘ BIAŁEGO ORŁA.
3 maja 2008 roku w dolnej części pomnika, na jego bocznych ścianach zamocowano dwie płyty z granitu, na których widnieje 226 nazwisk uczestników powstania wielkopolskiego służących w I i II kompanii bukowskiej.